# Paléoprotérozoïque
Stratigraphie
Néoarchéen Mésoprotérozoïque
Archéen
Le Paléoprotérozoïque, ou Protérozoïque inférieur, est la première ère du Protérozoïque. Elle s’étend de 2,5 à 1,6 milliards d'années (Ga). Cette ère est marquée par l'augmentation du taux d’oxygène dans l'atmosphère, produit par des cyanobactéries. C'est aussi l'époque de l'apparition des plus anciens eukaryotes actuellement connus (les Grypania) et des plus anciens organismes multicellulaires connus, ceux du groupe fossile de Franceville (2,1 Ga).

## Subdivisions
Quatre systèmes ou périodes constituent le Paléoprotérozoïque :
- Sidérien : 2 500 - 2 300 Ma
- Rhyacien : 2 300 - 2 050 Ma
- Orosirien : 2 050 - 1 800 Ma
- Stathérien : 1 800 - 1 600 Ma

## Évènements majeurs

### Géologie
Cette ère est dominée par la formation et la dislocation du continent de Columbia, qui a existé de 1,8 à 1,6 Ga. On constate également une croissance importante de la surface des continents sur leurs marges par divers phénomènes tectoniques.

### Évolution de l'atmosphère
L’augmentation significative du taux d’oxygène dans l’atmosphère a empoisonné la plupart des formes de vie de cette époque. En effet, celles-ci étaient anaérobies et ne résistaient pas à l’augmentation du taux d’oxygène. Les seuls survivants furent ceux qui résistaient aux effets oxydants de l’oxygène, ou passaient la plus grande partie ou la totalité de leur cycle de vie dans un environnement libre de sa présence. On parle de Grande Oxydation ou de catastrophe de l’oxygène.
La Grande Oxydation a débuté il y a environ 2,45 milliards d’années. Le taux d’oxygène dans l’atmosphère est d’abord resté relativement stable et bas, de l’ordre de quelques pourcents durant la plus grande partie du Paléoprotérozoïque, les océans servant de puits chimiques durant cette période.